# Kohtla-Järve
Kohtla-Järve város Észtország északkeleti részén. A város jelentős ipari központ, ahol olajpalát dolgoznak fel. A város etnikailag nagyon sokszínű, az észtek aránya mindössze 21%. A település a negyedik legnépesebb város Észtországban.

## Történelem
Az első települések a mai város területén az 1241-ben a dán Land Book-ban említett Järve és Kukruse falvak voltak. Az 1420-as években már egy Sompa nevű falu állt a város mai területén. Az olajpala ipari termelése a 20. században kezdődött, Järve falu környékén pedig 1919-től folyt felszíni bányászat. 1924-ben Kohtla falunál létesítettek egy vasútállomást az olajpala elszállítására, majd a két falut összevonták és a neve a településnek Kohtla-Järve lett.
A második  világháború után egyre jelentősebb lett az olajpala-bányászat. 1946. június 15-én városi rangot kapott. Az 1960-as évekig több környező települést is a városhoz kapcsoltak. A város lakossága folyamatosan nőtt, hála a Szovjetunió különböző részeiből idetelepülő munkásoknak, és 1980-ban elérte a 90 000 főt.

## Földrajz

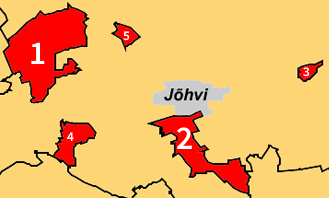
Kohtla-Järve közigazgatása

A város egyedülálló felépítésű. A város különböző részei Ida-Viru megye különböző területein helyezkednek el. A várost 5 közigazgatási kerületre osztották fel:
- 1. Järve (15 656 lakos)
- 2. Ahtme (15 602 lakos)
- 3. Oru (996 lakos)
- 4. Sompa (754 lakos)
- 5. Kukruse (467 lakos)

## Népessége
| Lakosok száma | 37 201 | 37 198 | 36 622 | 35 187 | 34 394 | 33 743 | 33 154 | 33 498 | 33 675 | 33 434 |
|               | 2011   | 2014   | 2015   | 2017   | 2018   | 2019   | 2020   | 2022   | 2023   | 2024   |

## Gazdaság
A városban van a Viru Keemia Grupp (magyarul: Keleti Vegyészeti Csoport) vegyipari és energetikai holding székhelye.